# Бортников Олександр Васильович
Олександр Васильович Бо́ртников (нар. 15 листопада 1951 року, Перм, СРСР) — російський державний діяч. Директор Федеральної служби безпеки Росії з 12 травня 2008 року. Постійний член Ради Безпеки Російської Федерації з 25 травня 2008 року.
Голова Ради керівників органів безпеки і спецслужб країн СНД.

## Біографія
У 1966 році вступив до лав ВЛКСМ. У 1973 році закінчив Ленінградський інститут інженерів залізничного транспорту імені академіка В. Н. Образцова. Якийсь час працював за фахом на підприємствах міста Гатчина Ленінградської області.
У 1975 році Бортникова запросили працювати в Комітет державної безпеки при Раді міністрів СРСР. Також відомо, що він закінчив Вищі курси КДБ СРСР у Москві і проходив службу на посадах оперативного та керівного складу в контррозвідувальних підрозділах управління КДБ СРСР по Ленінградській області.
8 червня 2003 року стало відомо, що заступник начальника управління Федеральної служби безпеки Росії по Санкт-Петербургу і Ленінградській області генерал-майор Бортников очолив місцеве УФСБ, так як його начальник і колишній товариш по службі президента Росії Володимира Путіна генерал-полковник Сергій Смирнов був переведений до Москви, де отримав посаду першого заступника директора ФСБ Росії. Спочатку Бортников був призначений виконувачем обов'язків, а через кілька днів був затверджений на посаді керівника УФСБ по Санкт-Петербургу і Ленінградській області.

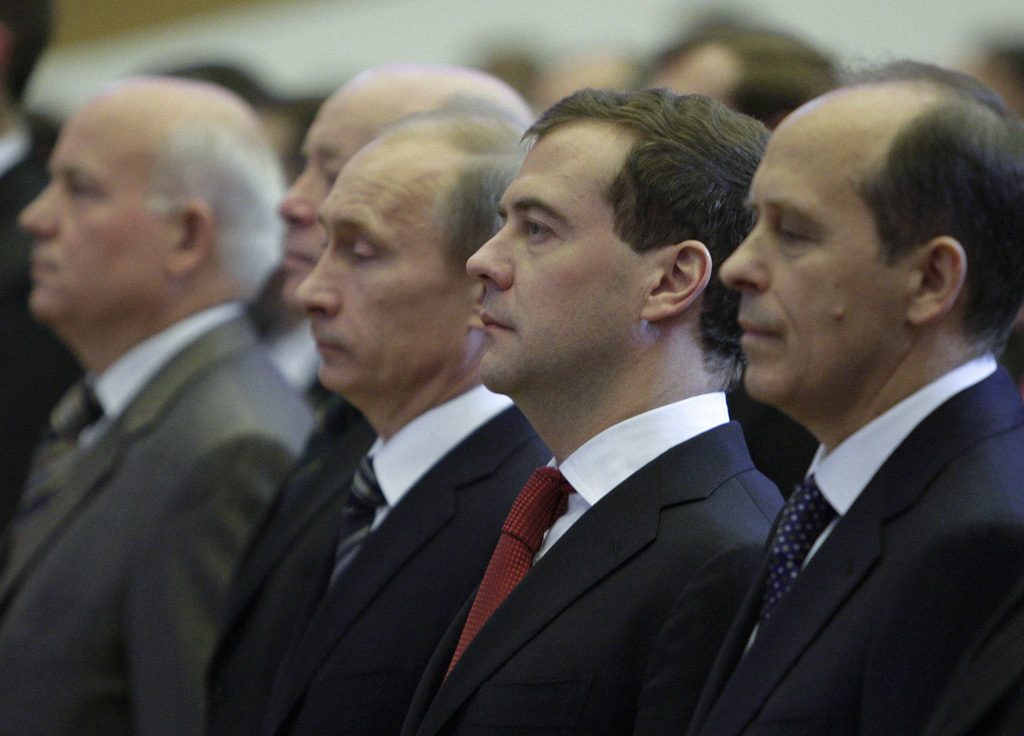
Путін, Медведєв і Бортников на святковому вечері Дня працівників органів держбезпеки, Москва, 17 грудня 2009 року

2 березня 2004 року з'ясувалося, що ще 28 лютого було підписано наказ про призначення Бортникова заступником директора і начальником департаменту економічної безпеки ФСБ Росії. На цій посаді він змінив Юрія Заостровцева, який через кілька днів став віце-президентом Зовнішекономбанку. При цьому, за деякими відомостями, Бортникова попрохали залишитися в Санкт-Петербурзі до призначення його наступника. Наприкінці березня 2004 року новим начальником УФСБ по Санкт-Петербургу і Ленінградській області був призначений колишній заступник управління з питань громадянства Адміністрації президента РФ Юрій Ігнащенко.
У тому ж 2004 році, після реорганізації ФСБ Росії, генерал-лейтенант Бортников позбувся посади заступника директора відомства, а очолюваний ним департамент став службою економічної безпеки. 11 липня президент Путін підписав указ № 870 «Питання Федеральної служби безпеки Російської Федерації», згідно з яким число заступників директора скорочувалася з 11 до 4, а замість 6 департаментів і великої кількості управлінь та відділів центрального підпорядкування були створені 8 служб — самостійних підрозділів. До листопада реорганізація ФСБ була завершена. З липня 2004 року член Міжвідомчої робочої групи з розробки концепції національної стратегії протидії легалізації злочинних доходів. З жовтня 2004 року член Урядової комісії з питань економічної інтеграції. З листопада 2004 по травень 2008 року був член ради директорів ВАТ «Совкомфлот».
З квітня 2005 року член Комісії з експортного контролю РФ. З грудня 2005 року член Урядової комісії з питань паливно-енергетичного комплексу та відтворення мінерально-сировинної бази Російської Федерації.
З квітня 2006 року член Урядової комісії із забезпечення інтеграції підприємств авіабудівного комплексу Російської Федерації. У грудні 2006 року Бортникову було присвоєно звання генерала армії, що пов'язують з успішною операцією з «фізичного усунення» в Лондоні скандально відомого Литвиненко Олександра Вальтеровича. Урочиста зустріч вищих офіцерів з президентом Путіним з нагоди їхнього призначення на вищі посади і присвоєння їм вищих військових звань відбулася 9 березня 2007 року.
7 травня 2008 року відбулася церемонія інавгурації Дмитра Медведєва на пост президента Росії, обраного на цю посаду в березні того ж року. 8 травня 2008 року Путін В. В. став головою уряду Росії. 12 травня 2008 указом президента Медведєва Бортников був призначений директором ФСБ. Його попередник Микола Патрушев став секретарем Ради безпеки Росії. У тому ж місяці Бортніков змінив Патрушева і на посаді голови Ради керівників органів безпеки і спецслужб країн СНД. 19 травня 2008 року став членом Президії Ради при Президентові РФ з протидії корупції. 25 травня 2008 року Бортников увійшов до постійних членів Ради безпеки Російської Федерації. З 17 жовтня 2008 року член Ради при Президентові РФ з розвитку фінансового ринку, а з 1 листопада і Ради з розвитку інформаційного суспільства.

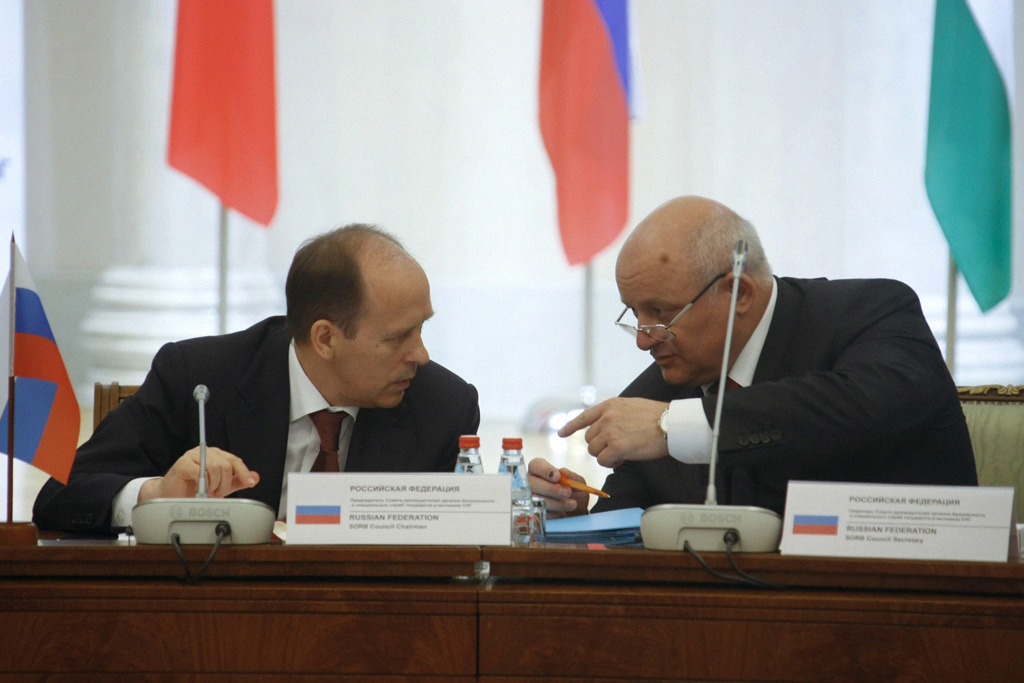
Бортніков і Кузюра на 28-му засіданні Ради керівників органів безпеки країн СНД, 2 червня 2010 року

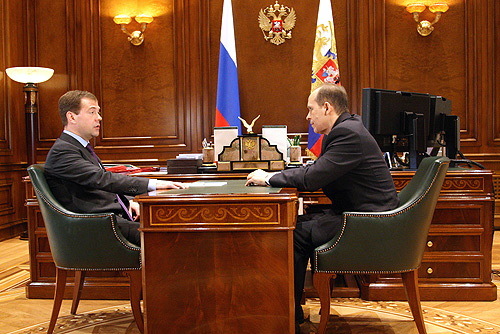
Медведєв і Бортніков на зустрічі у Горках, 27 березня 2009 року

У березні 2009 року глава Чечні Рамзан Кадиров заявив про майбутнє скасування режиму контртерористичної операції (КТО) в республіці. У тому ж місяці Медведєв на зустрічі з Бортниковим як головою Національного антитерористичного комітету (НАК) доручив розглянути питання про зняття режиму КТО в Чечні, введеного ще в 1999 році. НАК, у свою чергу, ухвалив рішення підготувати та внести на розгляд президента Росії пропозиції про приведення режиму боротьби з бандпідпіллям в Чечні «у відповідність зі сформованою в інших суб'єктах Федерації практикою» (на думку «Незавісімой газети», це слід було розуміти як продовження КТО, «хай і під іншим брендом»). Однак 16 квітня, Медведєв, розглянувши пропозиції НАК, доручив скасувати режим КТО. Того ж дня Бортников скасував наказ про введення КТО на території Чечні. У жовтні 2009 року керівництво оперативним штабом в Чеченській республіці перейшло від МВС Росії до очолюваної Бортниковим ФСБ.

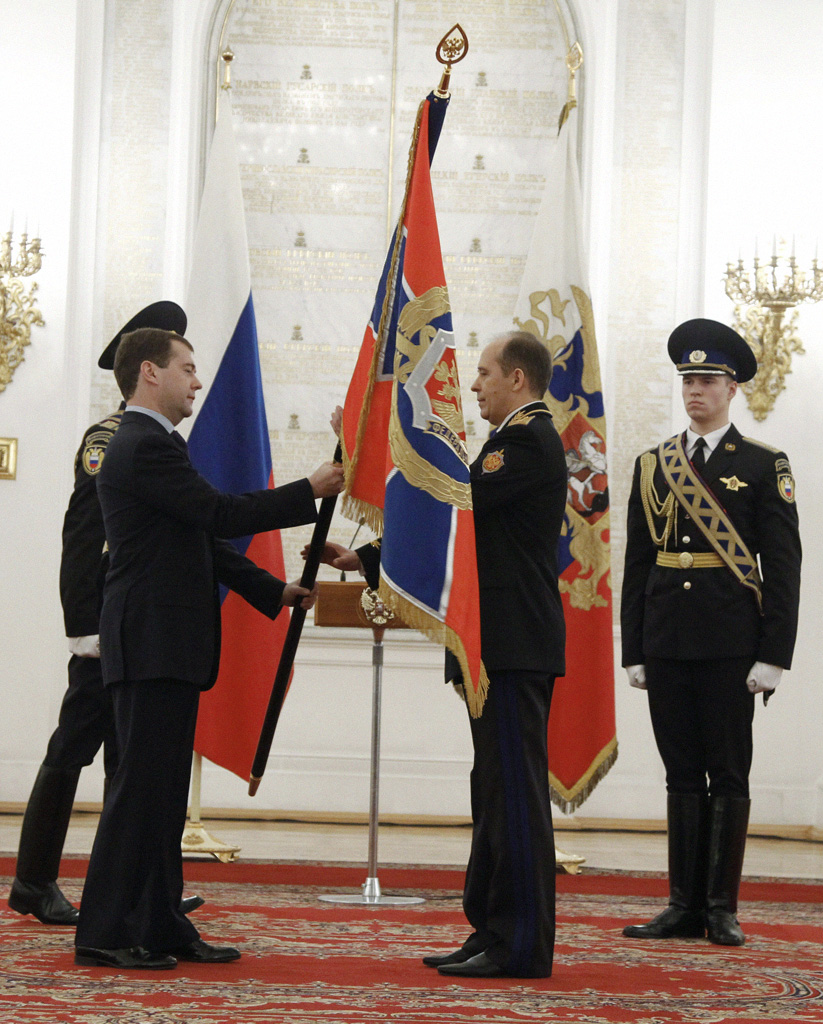
Дмитро Медведєв вручає особистий штандарт директору ФСБ Росії, 17 грудня 2010 року

Наприкінці березня 2010 року в Москві і в Дагестані сталися великі теракти. 29 березня 2010 в московському метро сталися два вибухи, в результаті яких загинули 40 людей, а 31 березня в дагестанському Кизлярі в результаті вибухів загинуло 12 людей. Вже через кілька годин після першого теракту Бортніков заявив, що, за попередніми даними, їх здійснили «угруповання, які мають відношення до Північного Кавказу». 1 квітня глава ФСБ заявив, що ці дані підтвердилися, а організатори московських і кизлярських вибухів вже відомі. При цьому Бортніков визнав зростання кількості терактів і заявив, що боротьба з терористами повинна вестися до кінця, в той же час відзначивши важливу роль «попереджувальних заходів, роз'яснювальної роботи в ЗМІ, з духовенством, сприяння людям, які оступилися».

## Скандали
У травні 2007 року МВС Росії вело розслідування справи вбивства заступника начальника Центрального банку Росії, Андрія Козлова, за матеріалами якого Бортников на посту заступника директора ФСБ був причетний до відмивання грошей різних комерційних структур, зокрема банку Райффайзенбанк (нім. Raiffeisen).
У жовтні 2009 року на засіданні Національного антитерористичного комітету Бортников відзвітував про роботу співробітників правоохоронних органів і, зокрема, заявив про розкриття замаху на президента Інгушетії Юнус-Бека Євкурова (за словами директора ФСБ, організатори замаху були «нейтралізовані» внаслідок «оперативно-бойових заходів»). Він також повідомив про припинення діяльності 5 бойовиків, один з яких планував здійснити теракт в Москві під час святкування Дня міста. У своєму виступі Бортников торкнувся і теми міжнародного тероризму. Він безпідставно звинуватив грузинські спецслужби в тому, що ті допомагають представникам «Аль-Каїди» переправляти терористів до Чечні і доставляти зброю до Дагестану. За його словами, про це свідчили аудіозвіти, виявлені у бойовиків. Деякі російські політологи поставилися до виступу Бортникова зі скепсисом, подив і обурення викликала заява глави ФСБ і у грузинського керівництва.
У березні 2009 року Медведєв Д. А. підписав указ, відповідно до якого всі державні чиновники та члени їхніх сімей зобов'язані були щорічно публікувати відомості про доходи та майно. Однак кілька федеральних відомств, в тому числі і ФСБ, відомості про майно та доходи своїх керівників за 2009 рік публікувати відмовилися, посилаючись на те, що «відомості про приналежність конкретних осіб до кадрового складу органів ФСБ законодавством віднесені до державної таємниці». У результаті інформація про річний заробіток Бортникова була опублікована лише в кінці серпня 2010 року, через 3 місяці після того, як закінчилася публікація аналогічної інформації чиновників більшості інших служб. Як з'ясувалося, за 2009 рік глава ФСБ заробив 4,7 млн російських рублів, а його дружина — лише 90 тис. російських рублів. Також повідомлялося, що Бортников володів однією квартирою, а його дружина — земельною ділянкою, житловим будинком і квартирою.

### Кримінальне провадження
18 травня 2024 року ДБР зібрало докази підривної діяльності російської спецслужби та особисто глави ФСБ проти України. Бортніков розробив план для придушення протестів українців у 2013-2014 роках з метою подальшої анексії частини території України під приводом нібито "громадянського протистояння". Однією з цілей Росії було недопущення євроінтеграційних процесів України та приєднання до НАТО. Українські правоохоронці оголосили підозру директору російської ФСБ Олександру Бортнікову та ще 20 причетним спецслужбовцям РФ.

## Родина
Бортников одружений, у нього є син Денис (нар. 19 листопада 1974 року). Бортников Денис Олександрович закінчив Санкт-Петербурзький державний університет економіки і фінансів. З 1996 по 2004 рік працював у ВАТ «Промислово-будівельний банк» (в червні 2007 року перейменований у ВАТ «Банк ВТБ Північний-Захід»). Рішенням Наглядової ради ВАТ «Банк ВТБ Північний-Захід» від 19 січня 2011 року призначений на посаду голови правління банку з 1 лютого 2011, а з листопада того ж року — член Правління банку ВТБ.

## Нагороди
Бортников був нагороджений орденами «За заслуги перед Вітчизною» IV, III і II ступенів, «За військові заслуги» і орденом Пошани, а також 6 медалями. Почесна грамота Уряду Російської Федерації від 15 листопада 2006 року за вагомий особистий внесок у забезпечення економічної безпеки країни і багаторічну сумлінну службу.